# Jean-Baptiste Biot

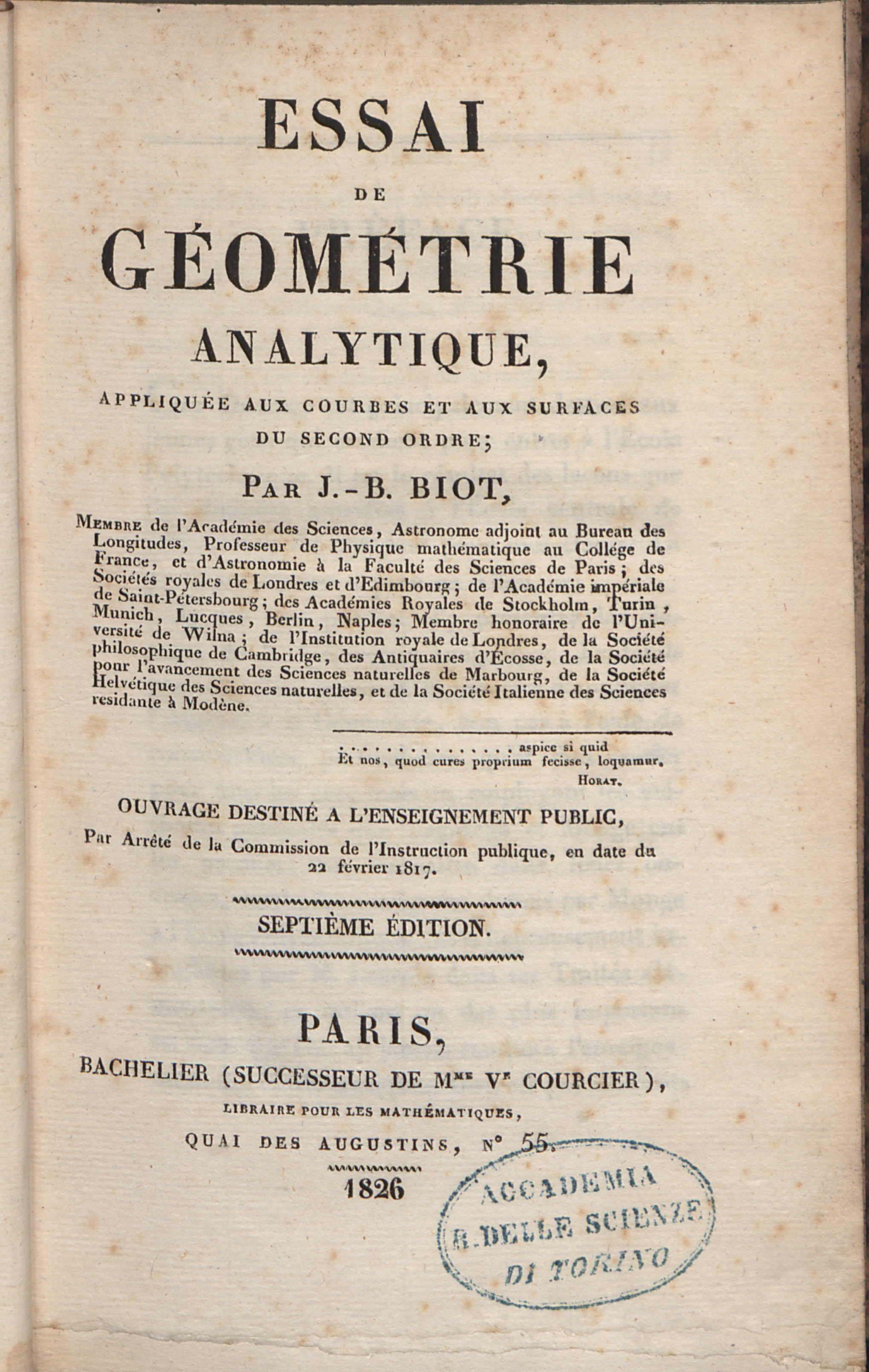
Essai de géométrie analytique, 1826

Jean Baptiste Biot, född 21 april 1774 i Paris, död 3 februari 1862 i Paris, var en fransk fysiker.
Biot fick sin utbildning i polytekniska skolan i Paris och anslöt sig därefter till artilleriet, men lämnade detta för att studera matematik och naturvetenskap. Han blev professor i matematik vid École Centrale i Beauvais 1797, 1800 blev han professor i fysik vid Collège de France samt 1803 medlem i franska vetenskapsakademin. 1804 anställdes han vid observatoriet i Paris, och 1806 blev han tjänsteman vid byrån för jordens uppmätning samt åtföljde i denna egenskap Arago till Spanien och Formentera. Han följde även med Gay-Lussac på dennes första ballongfärd. 
Tillsammans med Félix Savart studerade han magnetfältet vid elektriska ledare och formulerade tillsammans med denne Biot-Savarts lag.
Biot representerar inom sin vetenskap den rent empiriska ståndpunkten. Han sysselsatte sig företrädesvis med undersökningar om ljuset, till exempel om olika gasers förmåga att bryta ljusstrålarna, om färgade ringar och diffraktion, om färgföreteelser, som uppstår, när polariserat ljus faller genom dubbelbrytande kristallskivor, och framför allt om ljusets cirkulära polarisation, som upptäcktes av honom. 
För vetenskapsakademin framlade han värdefulla skrfter om uppfinningen av daguerrotypin och de förbättringar, som den undergick. 1854 och 1855 korresponderade han med Faye och Leverrier angående de astronomiska ljusbrytningsfenomenen. Dessutom sysselsatte sig Biot med egyptiernas, indiernas och kinesernas astronomi. 
Biot invaldes 1815 som ledamot av Royal Society, samma år som ledamot av Royal Society of Edinburgh, och 1816 som utländsk ledamot nummer 217 av Kungliga Vetenskapsakademien.  Han tilldelades Rumfordmedaljen 1840.